# Berghorstbeek
De Berghorstbeek is een beek in Nederlands Zuid-Limburg in de gemeente Meerssen. De beek ligt bij Geulle op de rechteroever van de Maas en heeft een lengte van ongeveer anderhalve kilometer.
Op ongeveer 300 meter zuidwestelijker stroomt de Bosbeek en op ongeveer 300 meter zuidelijker ligt de Stalebeek.

## Ligging
De beek ligt op de westelijke helling van het Centraal Plateau in de overgang naar het Maasdal. De bronnen van de beek liggen in het Bunderbos op de helling ten noorden van Bunde, ten oosten van Brommelen en ten zuiden van Oostbroek. In het hellingbos heeft de beek meerdere takken, waarvan de meest oostelijk beginnende tak grotendeels in noordwestelijke richting stroomt en onder de spoorlijn Maastricht - Venlo doorgaat. Aan de rand van de bebouwing van Oostbroek buigt de beek af in zuidwestelijke richting. De twee andere takken van de beek ontspringen aan de westkant van de spoorlijn en vloeien na het ontspringen al na 100 tot 200 meter samen en stromen vervolgens in noordwestelijke richting waar deze samenvloeit met de andere tak. Aan de rand van Brommelen mondt de beek uit in de Verlegde Broekgraaf, die op haar beurt bij Kasteel Geulle samenvloeit met de Molenbeek en de Zandbeek om de Oude Broekgraaf te vormen die uiteindelijk in de Maas uitmondt.

## Geologie
De Berghorstbeek ontspringt ten zuiden van de Geullebreuk op verschillende hoogtes. De beektak ten oosten van de spoorlijn ontspringt op een hoogte van ongeveer 75 meter boven NAP, de twee takken ten westen van de spoorlijn op ongeveer 52 en 56 meter boven NAP. Op deze hoogte dagzoomt ten oosten van de spoorlijn klei uit het Laagpakket van Kleine-Spouwen dat in de bodem een ondoorlatende laag vormt, waardoor het grondwater op deze hoogte uitstroomt. Ten westen van de spoorlijn vormt klei van het Laagpakket van Goudsberg een ondoordringbare laag en daar dagzoomt. De beek heeft als gevolg van het vele water een erosiedal gevormd in de Maasdalhelling.

## Geschiedenis
De Berghorstbeek is vroeger ten westen van de spoorlijn rechtgetrokken en kwam ze te liggen tussen verhoogde oevers. Aan het begin van de 21e eeuw werd de beek vrijgelaten uit haar rechte en opgeleide beekloop en kan sindsdien weer vrij stromen.